# 누에나방
누에나방(Bombyx mori, 문화어: 누에나비)은 누에나방과의 나방이다. 누에나방의 애벌레는 누에라고 하고, 이를 한자로는 잠(蠶)이라고 한다. 하늘에서 내린 벌레라는 의미로 천충(天蟲)이라고 부르기도 한다.
애벌레 때는 뽕나무 잎만을 먹는데, 뽕나무 잎 이외의 식물도 먹을 수 있다. 하지만, 완전한 생장을 하려면 뽕나무 잎을 먹어야 한다. 다 자라서 고치를 지으면, 삶은 후에 비단실을 뽑는데, 기생 곤충인 기생파리에 감염된 누에의 고치는 누에의 양분을 먹고 자란 파리가 고치를 뚫고 나오기 때문에 상품 가치가 없다. 보통 누에는 잠사업이라고 하여, 실을 얻기 위해서 사람의 손에서 자란다. 야생 누에나방인 산누에나방이 번데기를 만들면서 짓는 실도 있는데, 이를 천잠이라고 한다.

## 누에
누에나방의 유충이다. 누에는 뽕잎을 먹고 자라며 튼튼한 고치를 만들어 번데기가 된다. 몸통은 원통형이며, 머리·가슴·배의 세 부분으로 되어 있다. 직사광선을 싫어하고 몸은 젖빛을 띠며 연한 키틴질 껍질로 덮여 있어 부드러운 감촉을 준다.
알에서 부화되어 나왔을 때 누에의 크기는 약 3mm이며, 털이 많고 검은 빛깔을 띤다. 누에는 뽕잎을 먹으면서 성장하고, 4령잠을 자고 5령이 되면 급속하게 자라서 8cm 정도가 된다. 5령 말까지의 유충기간 일수는 보통 20일 내외이다. 5령 말이 되면 뽕잎 먹는 것을 멈추고 고치를 짓기 시작하는데 약 60시간에 걸쳐 2.5g 정도의 고치를 만든다. 고치를 지은 후 약 70시간이 지나면 고치 속에서 번데기가 되며, 그 후 12~16일이 되면 나방이 된다. 이 나방은 알칼리성 용액으로 고치의 한쪽 끝을 뚫고 나온다. 암나방은 약 500~600개의 알을 낳는다.

### 야잠
야생누에는 야잠(野蠶)이라고 한다. 야잠은 아래의 누에들이 포함한다:
- 작잠(Antheraea pernyi)
- 천잠(A.yamamai)
- 풍잠
- 피마잠(Philosamiacynthia ricini)
- 가죽나무누에(P.cynthia)
- 율잠(Dictyoploca japonica)
- 상잠(B.mandarina )

## 같이 보기
- 멧누에나방
- 비단길
- 잠실